# The Rope
The Rope è il primo album in studio del gruppo darkwave statunitense Black Tape for a Blue Girl, pubblicato nel 1986.

## Tracce
Tutte le tracce sono di Sam Rosenthal, eccetto dove indicato.
1. Memory, Uncaring Friend (Sam Rosenthal, Allan Kraut) – 3:40
2. Hide in Yourself (Rosenthal, Kraut) – 3:58
3. Within These Walls – 3:47
4. The Holy Terrors – 2:03
5. End – 2:22
6. Seven Days Till Sunrise – 2:16
7. The Rope – 3:12
8. The Few Remaining Threads – 3:24
9. The Lingering Flicker – 5:54
10. Slow Blur – 5:09
11. The Floor Was Hard but Home – 3:34
12. We Return – 4:13